# جيمس غرين
جيمس غرين (بالإنجليزية: James Green)‏ هو سياسي نيوزلندي، ولد في 1836، وتوفي في 1905. انتخب عضو مجلس النواب نيوزيلندا.